# Castello di Marchierù
Il castello di Marchierù è una dimora storica sita in borgata Soave, nel comune di Villafranca Piemonte.

## Storia
L'origine dell'edificio va fatta risalire almeno al 1220, allorché se ne fa menzione in un documento riguardante una donazione di beni all'abbazia di Santa Maria di Cavour.
L'etimologia del nome non è ad oggi accertata, ma secondo l'ipotesi più accreditata essa sarebbe da far risalire al termine "marcio", o altamente irriguo, a causa della presenza in zona di un elevato numero di sorgenti a temperatura costante, le quali hanno sempre reso la zona continuativamente irrigabile. Meno probabili sono le ipotesi che fanno risalire il nome alla parola "marchesato" ed alla sua natura di posizione di confine con il marchesato di Saluzzo; o alla parola francese macheron, che alluderebbe alle macerie ivi lasciate dal passaggio di Federico Barbarossa.
Dai signori di Barge, iniziali proprietari, il castello passò nella disponibilità di Tommaso II di Savoia con atto dell'11 marzo 1251. Attraverso il figlio Tommaso III di Savoia, il castello pervenne al figlio di questi Filippo, fondatore del ramo Savoia-Acaia.
Ereditato dalla figlia naturale Francesca, che andò in moglie ad Antonio Bocchiardi, l'edificio passò fino al 1482 ai Petitti, cugini di costui e figli di Beatricina d'Acaia.
L'anno successivo, l'edificio tornò nella disponibilità di Casa Savoia, essendo assegnato per metà a Filiberto Acaia-Racconigi, e per metà a sua sorella Claudia, che andò in sposa a Besso Ferrero, marchese di Masserano. Nel 1640 il castello passò ai Conti Solaro di Macello, attraverso Ottavia Solari di Moretta, moglie di Filiberto d'Acaia - Racconigi, divenuta Solari - Savoia. Nel 1750, l'intera proprietà fu costituita in Commenda dal Sovrano militare ordine di Malta e dai Solaro pervenne in parti eguali ai Cacherano di Osasco ed ai Filippi di Baldissero. L'intera proprietà fu quindi riscattata nel 1827 da Vittorio Ignazio Filippi di Baldissero, cugino di Policarpo Cacherano di Osasco.
Passato nelle mani di Carlo Alberto Filippi di Baldissero, figlioccio e paggio di Carlo Alberto di Savoia e porta stendardo di Genova Cavalleria durante la Prima guerra di indipendenza, il feudo conobbe un periodo di grande splendore. Membro della Regia accademia di agricoltura di Torino, cugino ed amico di Camillo Benso conte di Cavour, Carlo Alberto Filippi aveva un'ottima conoscenza delle tecniche di coltivazione ed irrigazione più avanzate, e le applicò al feudo con il supporto del figlio Enrico, che li portò a compimento. Enrico sposò Maria Arnaud di San Salvatore, la quale discendeva da due fra le più importanti famiglie francesi, i Richelieu ed i Gallifet.
Pervenuto all'ultima erede della famiglia Filippi, Camilla, andata in sposa al conte Vittorio Prunas Tola, il castello fu ereditato dal figlio Severino, anch'egli Accademico dell'Agricoltura, e quindi dall'attuale proprietaria, la contessa Paola Prunas Tola Mariconda. 
Nel castello, nella stessa sala ove fu firmato il "trattato di Cavour", nel 1991 si riunì il consiglio nazionale dell'Ass.ne Ex allievi della scuola militare Nunziatella, per la prima volta fuori sede, ospitatovi del presidente della sezione Piemonte-Valle d'Aosta, presieduta dall'attuale proprietario.